# Faksimil

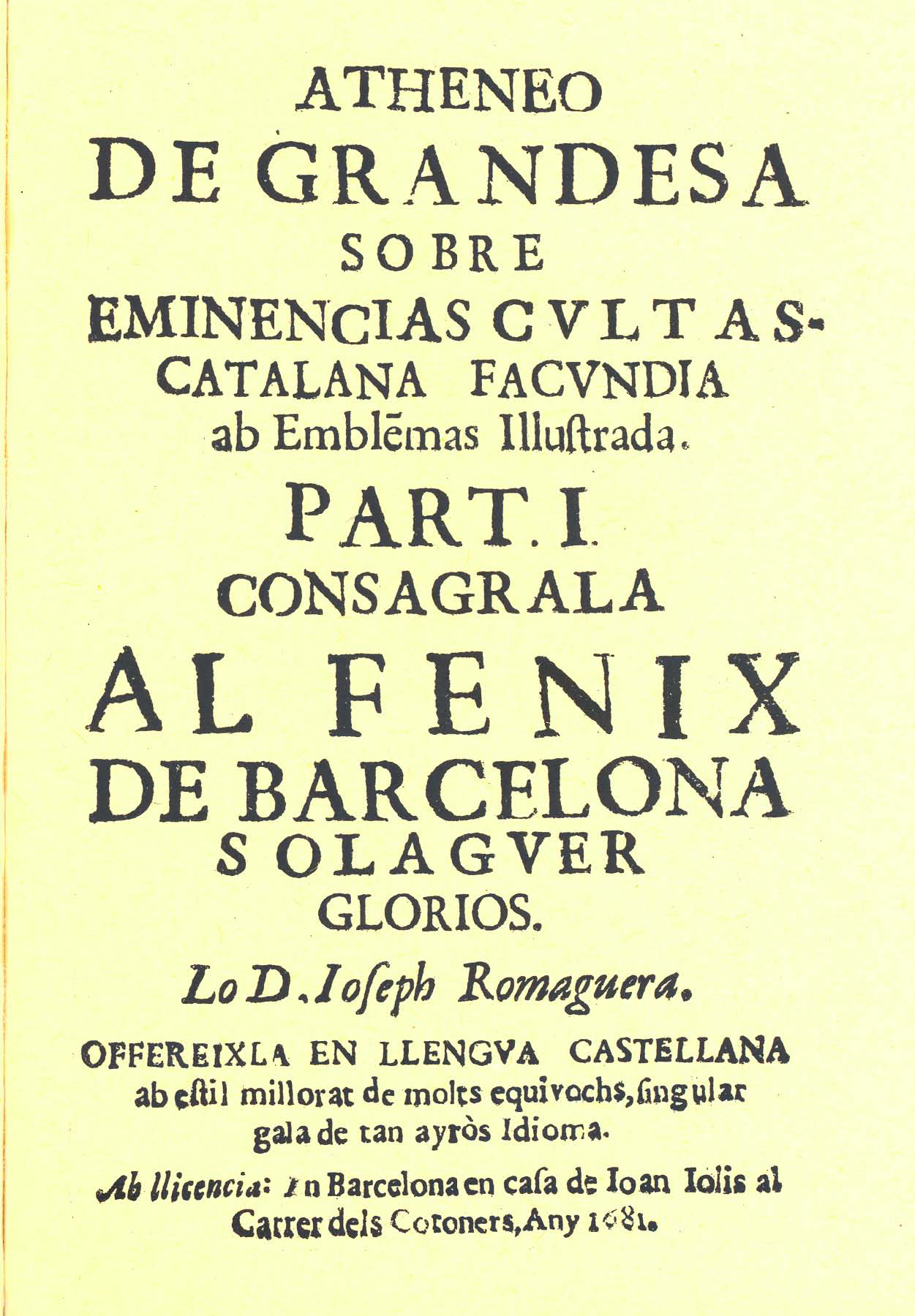
En faksimilbild återger alla ålderdomligheter och misstag i typografin, vilket ger läsaren en känsla av äkthet. Man kan även välja en papperskvalitet som förstärker äkthetskänslan

Faksimil (från latin fac simile "göra lik": fac, imperativ av facere, "att göra", och simile, neutrum av similis, "lik"), betecknar olika typer av kopior. Ordet kan användas i flera sammanhang.

## Skrifter
En litterär faksimilupplaga eller -utgåva är en nyutgåva som grafiskt avbildar en tidigare originalutgåva eller handskrift, inte bara bokstav för bokstav, utan även med bibehållande av typsnitt och radbrytning samt papperskvalitet med mera. I stället för ny typsättning används fotoreproduktion eller andra grafiska tekniker för att åstadkomma faksimiltryck. Den första faksimilutgåvan anses vara Martyrologium Hieronymanum från Echternach, som Balthasar Moretus under åren 1626–1633 utförde i kopparstick.
Den första svenska utgåva som kan kallas faksimil är Olaus Petri, Tobiae Comedia (1550), utgiven 1849 i hundra exemplar av Gustaf Edvard Klemming. Från och med 1863 gav Klemming ut faksimil i fotolitografiska tryck. Det året kom tre utgåvor, bland annat Olof Rudbeck d.ä. och Olof Rudbeck d.y., Campi Elysii liber primus (1702). Mera spridd är faksimilen av Dialogus creaturum, som 1983 utgavs till 500-årsminnet av den första boken som trycktes i Sverige.
Vid återgivning av äldre tryckta skrifter i elektronisk form skiljer man mellan elektronisk text (e-text, e-böcker), elektronisk faksimil (med bilder av de tryckta boksidorna) och ljudböcker. Av dessa är enbart e-texten sökbar, men faksimilen ger den mest trogna återgivningen. Det är därför vanligt att sökbar e-text kombineras med åskådlig och trovärdig faksimil. Wikisource är ett projekt som arbetar med alla tre återgivningssätten.

## Smycken
När det gäller smycken är en faksimil en exakt kopia i enkla material av ett dyrbart smycke, som ägaren inte vågar använda inför risken att förlora smycket eller bli rånad. Till exempel ersätts briljanter av slipat glas eller plast, medan guld ersätts av "gul metall". En välgjord kopia är inte helt värdelös, men skulle den bli stulen eller tappad är det ändå en måttlig ekonomisk förlust, medan det mångdubbelt kostbarare äkta smycket ligger i säkert förvar. En alternativ beteckning är similismycken.

## Bildöverföring
Faksimilöverföring via tråd eller radio (telefaksimil eller bildtelegrafi) innebär att en bild överförs i stället för att ett meddelande bokstaveras och telegraferas. Bildöverföring av detta slag har förekommit åtminstone sedan 1920-talet. Tekniken fann tidigt sin tillämpning för journalistiska fotografier. I yrkesjargongen förenklades ordet faksimil till fax. 
En bredare användning fick telefax över allmänna telefonnätet på 1980-talet, men redan under 1990-talet förlorade det snabbt i användning i samband med genombrottet för elektronisk post.